# Valentin Ursache

a Compétitions nationales et continentales officielles uniquement.

b Matchs officiels uniquement.
Dernière mise à jour le juin 2022.
Valentin Niculae Ursache, né le 12 août 1985 à Târgu Neamț, est un joueur de rugby à XV évoluant au poste de deuxième ligne au sein de l'US Oyonnax Rugby jusqu'en 2022. Il est depuis devenu entraîneur.
Il est le frère d'Andrei Ursache.

## Carrière
Il débute le rugby à l'âge de 16 ans, au sein du Ciorogarla RC, mais n'y reste qu'un an. Il signe à 17 ans un premier contrat professionnel, en faveur du CSU Arad (en). Il rejoint ensuite le RC Steaua Bucarest, puis le CSM Baia Mare. En 2010, il part en France, au sein du Pays d'Aix RC, avant de rejoindre l'US Oyonnax en 2012.
Il a disputé son premier match avec l'équipe de Roumanie le 26 juin 2004 contre l'équipe d'Italie (25-24). Il arrête sa carrière de joueur en juin 2022.

## Clubs successifs
- 2003-2007 : CSU AV Arad
- 2007-2008 : RC Steaua Bucarest
- 2008-2010 : CSM Baia Mare
- 2010-2012 : Pays d'Aix rugby club
- 2012-2022 : US Oyonnax

## Palmarès
- Vainqueur de la Coupe de Roumanie en 2007
- Champion de Roumanie en 2009 et 2010
- Champion de France de Pro D2 2013 et 2017

## Statistiques en équipe nationale
- 44 sélections
- 15 points (3 essais)
- Sélections par année : 3 en 2004, 2 en 2005, 5 en 2006, 9 en 2007, 4 en 2008, 2 en 2009, 13 en 2010, 6 en 2011
- En coupe du monde de rugby :
  - 2007 : 2 sélections (Portugal, Nouvelle-Zélande)
  - 2011 : 3 sélections (Écosse, Argentine, Géorgie)
  - 2015 : 1 sélection (France) ; 1 essai